# Самгорский каскад
Самго́рский каска́д — комплекс из четырёх малых гидроэлектростанций на реке Иори и отходящем от неё Самгорском канале в Грузии. ГЭС каскада пущены в 1952 году. Общая мощность каскада — 40,4 МВт, среднегодовая выработка — 206 млн. кВт·ч
Самгорский канал построен для нужд ирригации (орошается около 70 тыс. га) и водоснабжения с попутной выработкой электроэнергии. На реке Иори в районе села Сиони построена Сионская ГЭС мощностью 9 МВт, включающая земляную плотину высотой 85 м, образующую Сионское водохранилище полезным объёмом 300 млн. м³. Ниже плотины у села Палдо расположено водозаборное сооружение Самгорского канала, состоящее из водосливной плотины, водоприёмника и трёхкамерного отстойника. На канале в местах резких перепадов высот построены Сацхенисская, Марткобская и Тетрихевская ГЭС деривационного типа. Состав сооружений каждой из этих ГЭС включает в себя напорную камеру с холостым водосбросом и быстротоком, напорный турбинный водовод, отводящий канал и ОРУ.
| Характеристики ГЭС Самгорского каскада                            |               |                                        |               |          |                           |                             |
| Название ГЭС                                                      | Мощность, МВт | Среднемноголетняя выработка, млн кВт·ч | Тип ГЭС       | Напор, м | Количество гидроагрегатов | Расход воды через ГЭС, м³/с |
| Сионская ГЭС (Сиони ГЭС, 41°59′18″ с. ш. 45°00′58″ в. д.)         | 9             | 33                                     | приплотинная  | 48       | 2                         | 23                          |
| Сацхенисская ГЭС (Сацхениси ГЭС, 41°44′19″ с. ш. 45°03′11″ в. д.) | 14            | 86                                     | деривационная | 128      | 2                         | 13                          |
| Марткобская ГЭС (Марткоби ГЭС, 41°44′54″ с. ш. 45°01′40″ в. д.)   | 3,8           | 14                                     | деривационная | 35       | 1                         | 13                          |
| Тетрихевская ГЭС (Тетрихеви ГЭС, 41°42′33″ с. ш. 44°56′01″ в. д.) | 13,6          | 73                                     | деривационная | 110      | 2                         | 13                          |

Оборудование ГЭС устарело, нуждается в замене и реконструкции. Сацхенисская ГЭС принадлежит чешской компании Energo-Pro.

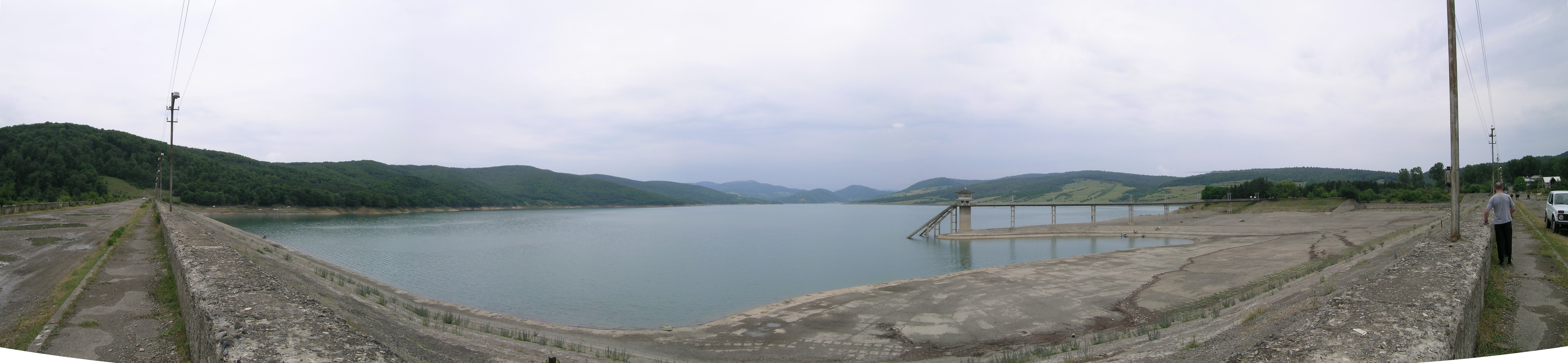
Плотина Сионской ГЭС